# Aanslag op een bus in de Schorpioenpas op 17 maart 1954
Op 17 maart 1954 wordt een Israëlische bus aangevallen in de Schorpioenpas (Ma'ale Akrabim) nabij Makhtesh Katan. Er vielen 11 doden.
De jonge staat Israël wordt in de eerste jaren na haar oprichting in 1948 regelmatig aangevallen door infiltranten uit Jordanië en Egypte. Volgens Israëlische bronnen kwamen tussen juni 1949 en het einde van 1952 in totaal 57 Israëli's om het leven. In de eerste negen maanden van 1953 waren het er 32.
De bewuste bus van de Egged Israel Transport Cooperative Society, Ltd reed die nacht met 14 passagiers. Terwijl de bus omhoog klom in de pas werd de bus overvallen door gewapende strijders. De chauffeur van de bus werd gedood evenals 10 passagiers. Vier passagiers overleefden de aanval.

## Literatuur

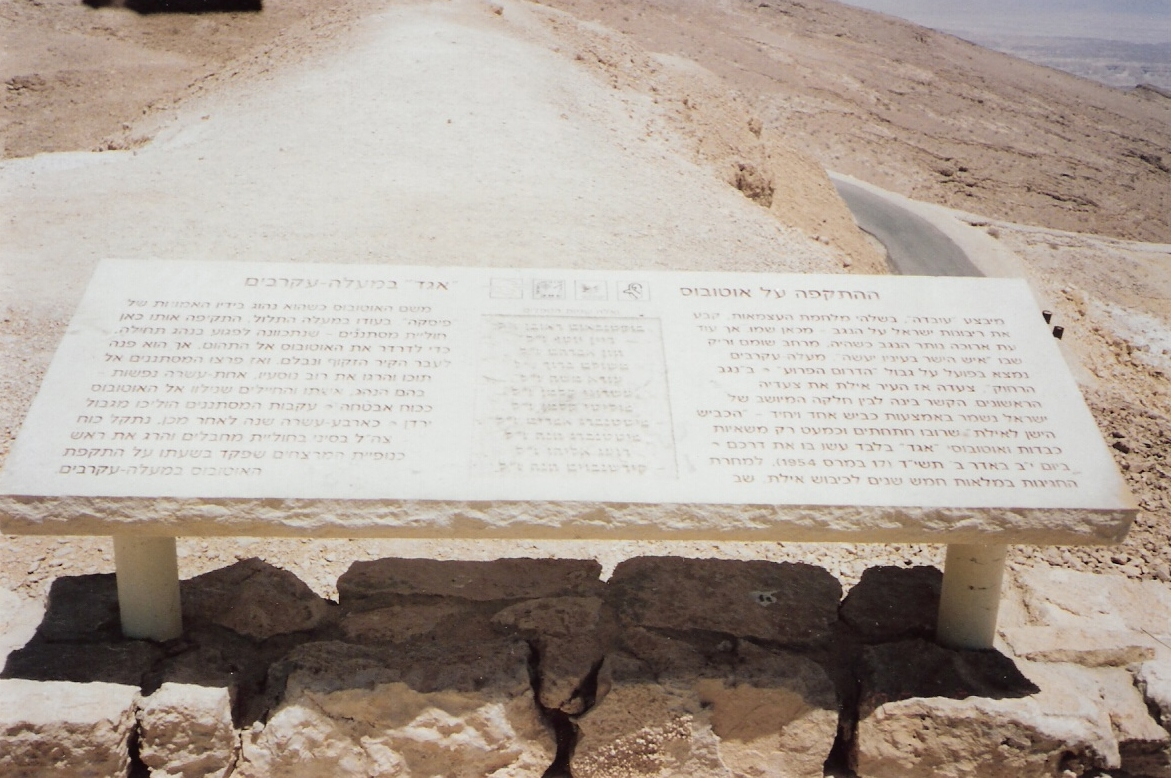
Gedenkplaat